# Gerard Maas
Gerardus Maas (Zaandam, 17 augustus 1913 - Amsterdam, 6 april 1988) was een Nederlands communist, verzetsstrijder en politicus. Daarnaast heeft hij enkele boeken over de Tweede Wereldoorlog in Nederland geschreven.

## Tweede Wereldoorlog
Tijdens de Tweede Wereldoorlog was hij lid van de illegale CPN. Hij gaf leiding aan het communistische verzet in de Zaanstreek tot zijn arrestatie in 1943. Hij is daarna door de SD verhoord in de Euterpestraat, heeft in kamp Amersfoort gezeten en is in Utrecht door de Duitse rechter veroordeeld tot de doodstraf. Hij heeft een aantal weken in de dodencel in Scheveningen en in Vught gevangengezeten. Zijn kameraden zijn gefusilleerd, maar Maas' straf werd omgezet in levenslang. Tot het einde van de oorlog heeft hij in Duitsland gevangengezeten. 
Na de bevrijding werd hij in Zaandam op een openbare bijeenkomst op de Gedempte Gracht ontvangen. Gerard was lid van Verenigd Verzet.

## CPN
Gerard Maas heeft een paar jaar voor de CPN in de gemeenteraad van Zaandam gezeten, onder burgemeester Thomassen. Behalve in Zaandam heeft hij in Rotterdam en lange tijd in Amsterdam gewoond en gewerkt.  Hij was partijbestuurder van de CPN en publiceerde in De Waarheid en Politiek en Cultuur. Daarnaast sprak hij in het openbaar en hield lezingen.
Als secretaris van de Nederlandse Vredesraad werkte hij samen met anderen aan de organisatie van de Paasmarsen en ondertekende hij oproepen (bv. Paasmars 24 april 1965, Geen kernwapens waar ook ter wereld, of de oprichting van het Nederlands Comité tegen verspreiding van kernwapens, zie Vrede, orgaan van de Nederlandse Vredesraad, 1/66).
Samen met vier andere (ex-)communisten werd hij geïnterviewd door regisseur Gerrard Verhage voor de film De Berg, die uitkwam in 1981.